# Artländer Dom

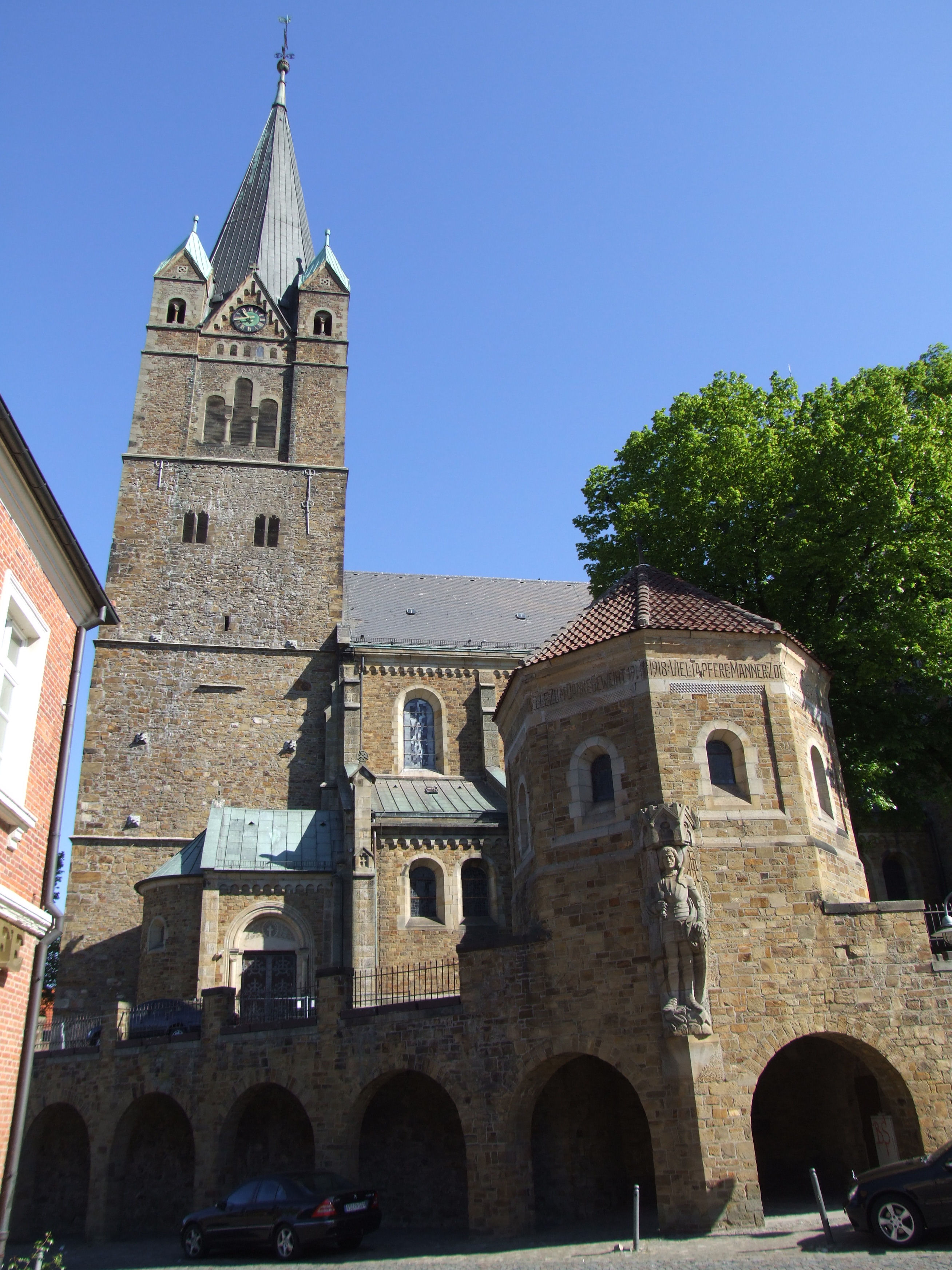
Der Artländer Dom in Ankum

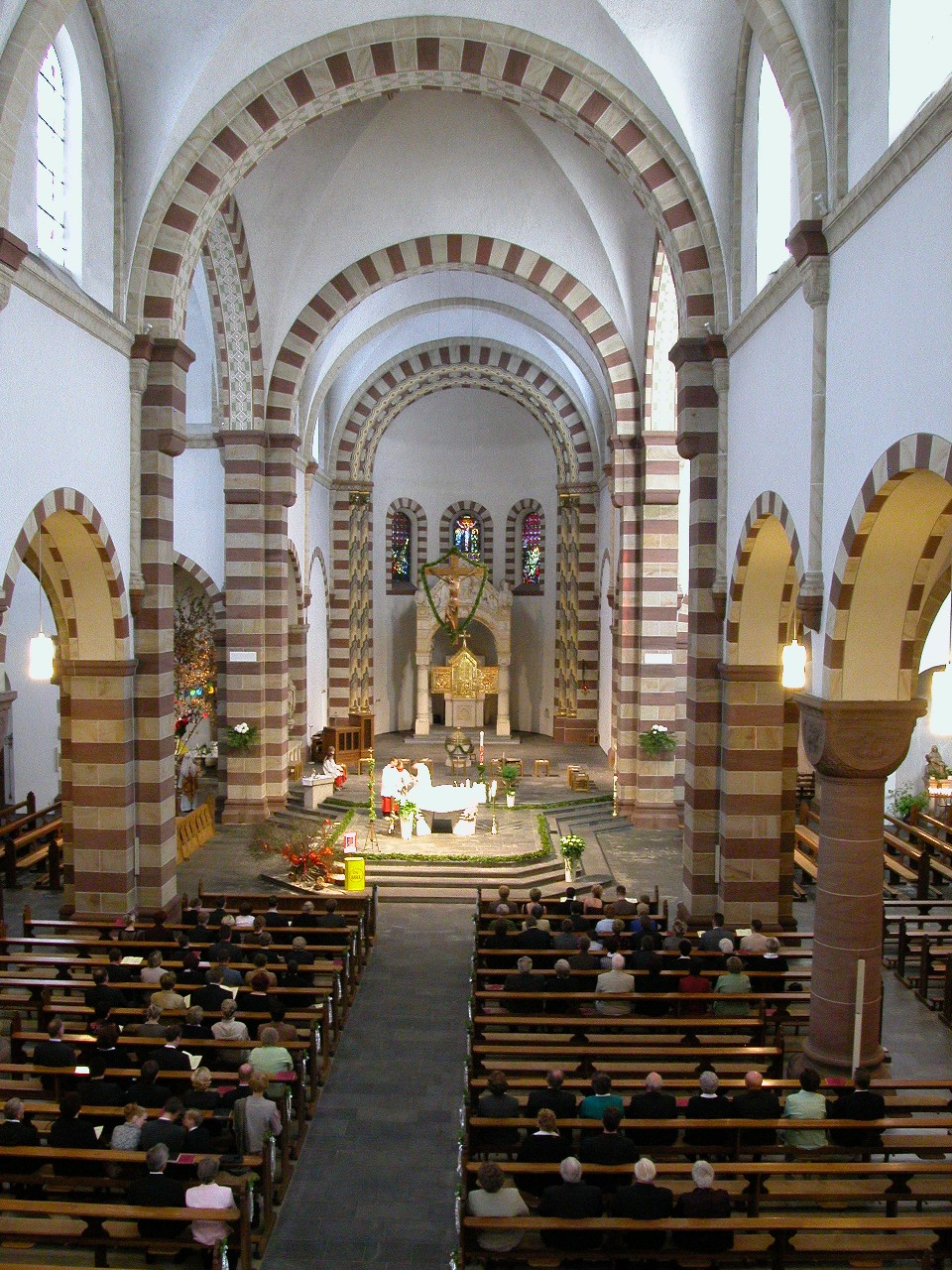
Innenansicht

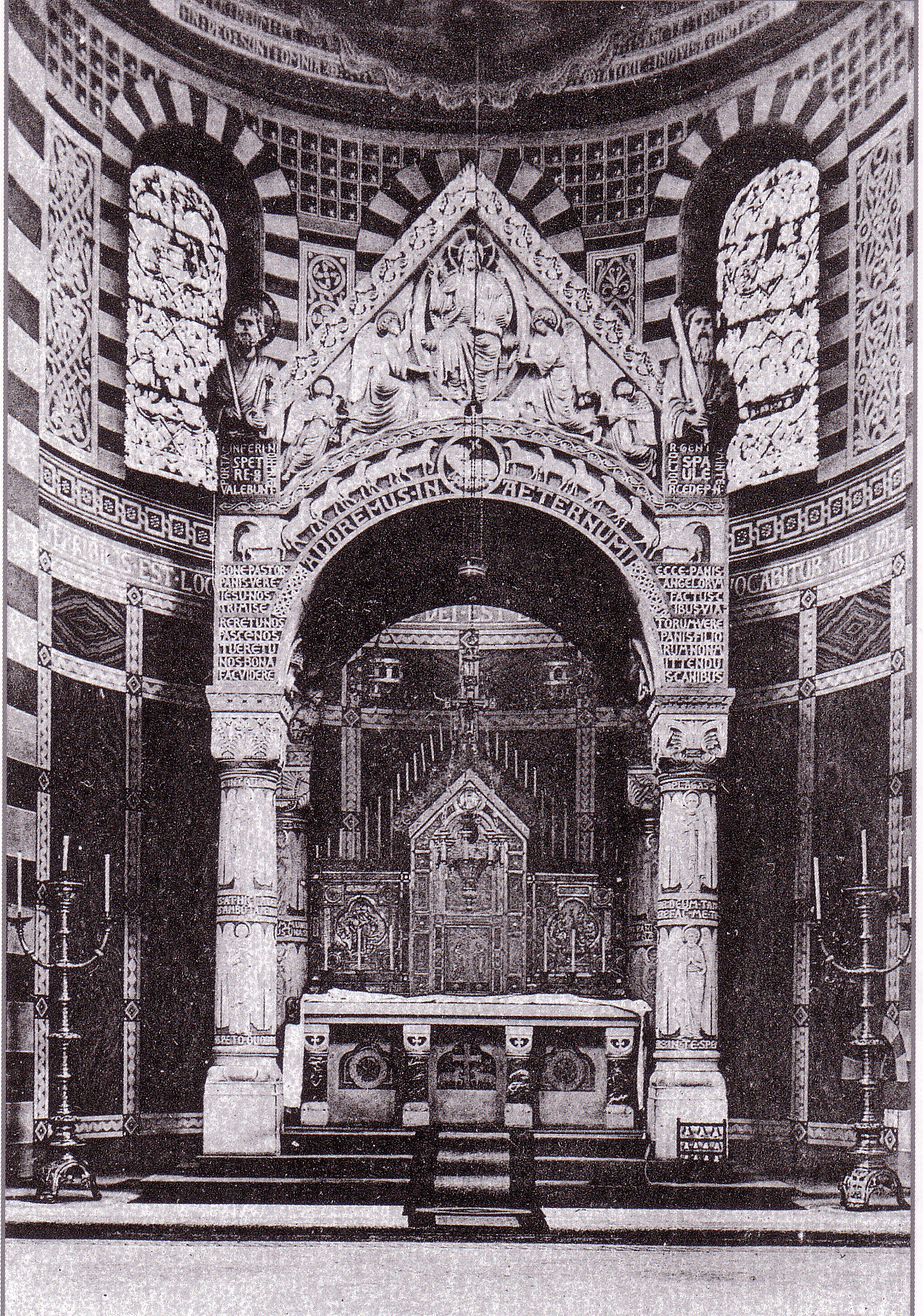
Alter Chorraum mit Hochaltar um 1900

Die römisch-katholische Pfarrkirche St. Nikolaus, im Volksmund Artländer Dom genannt, ist das Wahrzeichen von Ankum, einem alten Marktort, an dem einst vor allem Tuch gehandelt wurde. Die dem heiligen Nikolaus geweihte Kirche liegt auf dem Vogelberg, hoch über den Marktbögen.
Der Kirchturm ist 79,3 m hoch und gilt damit als der höchste Dorfkirchturm Deutschlands. Er ruht auf einem dreigeschossigen Unterbau, der 1514 auf der alten, vermutlich schon vor 1100 entstandenen Kirche errichtet wurde.
In der Kirche wird das alte Ankumer Kreuz aufbewahrt, das etwa 1280 entstand. Die heutige Kirche wurde nach dem Brand der alten Pfarrkirche 1892 in vierjähriger Bauzeit ab 1896 errichtet und 1900 eingeweiht. Der Berliner Bildhauer Paul Brandenburg schuf Altartisch, Tabernakel, Ambo (Lesepult) und andere Details, wie beispielsweise die Türgriffe.

## Lage und örtliche Gegebenheiten
Die Kirche bildete den Mittelpunkt einer markanten Kirchenburg, deren Mauern noch in Resten erhalten sind. Sie wird durch die erhöhte Lage am Hang des Vogelbergs betont.

## Gründung und Gründungsbau
Die Pfarrkirche in Ankum wird 1169 als Ecclesia Anchem erstmals erwähnt, ihre Entstehung wird jedoch einige Jahrhunderte weiter zurück bis in die sächsische Zeit geschätzt, als Karl der Große das Christentum in die Region brachte und eine Taufkirche im Mittelpunkt des altsächsischen Varngaues in Ankum errichten ließ.
Ursprünglich soll es sich um eine einfache Holzkirche gehandelt haben, die im 11. Jahrhundert durch eine einschiffige Steinkirche ersetzt wurde. Im 12. und 13. Jahrhundert entwickelte sich daraus die im Osnabrücker Nordland einmalige dreischiffige Basilika. Diese hatte drei Tortürme und verschiedene Steinwerke, die in die Mauer eingebunden waren. 1656 zählte man elf Gebäude, die im 19. Jahrhundert abgebrochen wurden.
In gotischer Zeit wurde sie erweitert, erhielt ein breites Nordschiff und den noch erhaltenen Turm. 1892 wurde die Anlage durch einen Brand nach einem Blitzschlag zerstört, lediglich die Außenmauern blieben stehen. Erst 1895 wurde die Ruine abgebrochen; bis dahin hatte sich die Denkmalpflege heftig gesträubt.

## Baubeschreibung
Von 1896 bis 1900 erbaute der Architekt Johannes Franziskus Klomp die heutige neuromanische Kirche unter Verwendung des alten Turmes, dessen drei Untergeschosse, durch Gesimse getrennt, in die Anlage der Jahrhundertwende eingegliedert wurden. Über dem kleinen gotischen Portal ist ein großes dreiteiliges Spitzbogenfenster mit verschiedenen Steinmetzzeichen zu sehen. Die seitliche Inschrift deutet auf die Erbauung des Turmes hin:
»Anno dni m v c und XIIII is anghelecht / desse torn dorch ihm dit venst hebt ghemach / albert schipper und gerlich stema bid vor alle kerste siele«.
Die Kirche ist im Inneren kathedralenähnlich, 52 Meter lang und in den Formen einer (neu)romanischen Gewölbebasilika mit Querschiff errichtet. Im Kreuzungspunkt befindet sich ein achtseitiger Vierungsturm. Halbrunde Apsiden (Chor, Seitenschiff im Westen und Osten sowie Querschiff nach Osten), Blendbogenfriese und Rosetten gliedern den Bau.
Das Kircheninnere wurde 1976 erneuert und umgestaltet.

## Ausstattung
Die neoromanische Ausstattung (Sandstein um 1900) blieb größtenteils erhalten. Ein mächtiger Baldachin überspannte den alten Hauptaltar, heute ein Tabernakel.
Als Höhepunkt der Ausstattung wird das um 1280 entstandene Ankumer Kreuz betrachtet, ein gotisches Kruzifix mit stark seitlich geneigtem, schmalem Kopf und schmerzhaft, aber duldend nach unten gezogenen Mundwinkeln, stark herausgewölbtem Brustkorb und tief ausgehöhlter Bauchgrube, das Lendentuch zipfelig herabhängend.
Der Dominikaneraltar ist ein ursprünglich aus der Dominikanerkirche zu Osnabrück stammender steinerner Altar aus der ersten Hälfte des 17. Jahrhunderts. Ein Stammbaum wächst aus der liegenden Gestalt des heiligen Dominikus, umrankt von Weintrauben und -blättern wachsen Äste mit männlichen und weiblichen Heiligen aus dem Dominikanerorden.

## Orgel
Die Orgel von St. Nikolaus wurde 1980 von der Orgelbaufirma Simon (Muddenhagen) erbaut. Das Schleifladen-Instrument hat 35 Register auf drei Manualen und Pedal. Die Spieltrakturen sind mechanisch, die Registertrakturen elektrisch.
| I Rückpositiv C–g3 |                    |    |
| 1.                 | Holzgedackt        | 8′ |
| 2.                 | Prinzipal          | 4′ |
| 3.                 | Rohrflöte          | 4′ |
| 4.                 | Oktave             | 2′ |
| 5.                 | Sesquialter II-III |    |
| 6.                 | Zimbel III         |    |
| 7.                 | Rohrschalmey       | 8′ |
|                    | Tremulant          |    |

| II Hauptwerk C–g3 |                    |       |
| 8.                | Gedackt            | 16′   |
| 9.                | Prinzipal          | 8′    |
| 10.               | Spitzgambe         | 8′    |
| 11.               | Oktave             | 4′    |
| 12.               | Gedackt            | 4′    |
| 13.               | Quinte             | 2 ⁄3′ |
| 14.               | Schwiegel          | 2′    |
| 15.               | Mixtur VI          |       |
| 16.               | Spanische Trompete | 8′    |
|                   | Tremulant          |       |

| III Schwellwerk C–g3 |             |       |
| 17.                  | Prinzipal   | 8′    |
| 18.                  | Salicional  | 8′    |
| 19.                  | Blockflöte  | 4′    |
| 20.                  | Quintade    | 4′    |
| 21.                  | Waldflöte   | 2′    |
| 22.                  | Terznone II |       |
| 23.                  | Quinte      | 1 ⁄3′ |
| 24.                  | Scharff IV  |       |
| 25.                  | Dulzian     | 16′   |
| 26.                  | Hautbois    | 8′    |

| Pedal C–f1 |               |     |
| 27.        | Prinzipalbaß  | 16′ |
| 28.        | Subbaß        | 16′ |
| 29.        | Oktavbaß      | 8′  |
| 30.        | Gedacktbaß    | 8′  |
| 31.        | Choralbaß     | 4′  |
| 32.        | Nachthorn     | 2′  |
| 33.        | Rauschwerk IV |     |
| 34.        | Posaune       | 16′ |
| 35.        | Trompete      | 8′  |

- Koppeln: I/II, III/I, III/II, I/P, II/P, III/P
- Spielhilfen: 64-fache Setzeranlage

## Umgebung
1839 waren, als die dort vorbeiführende Straße begradigt und tiefer gelegt wurde, anstelle der bisherigen Westmauer der Kirchenburg Marktbögen errichtet worden, die bis heute das Bild des alten Marktplatzes prägen. 1926/27 wurde die letzte große Veränderung vorgenommen, als Architekt Klomp, der Erbauer der Kirche von 1900, die Marktbögen erhöhte, ihre Zahl von 20 auf 12 verringerte und auf der Südwestecke der alten Kirchenburg eine Kriegergedächtniskapelle für 200 Gefallene des Ersten Weltkriegs errichtete. Ein aus Sandstein gehauener, mächtiger St. Michael als gepanzerter Ritter nach dem Vorbild des mittelalterlichen Rolands bewehrt die Kapelle zum Markt hin.

## Trivia
Die Bezeichnung „Artländer Dom“ ist irreführend, da weder der Ort Ankum zum Kulturraum Artland gehört, noch es sich bei der Kirche um einen Dom im Sinne einer Bischofskirche handelt. Die volkstümlich benutzte Bezeichnung „Dom“ bezieht sich allein auf die stattlichen Ausmaße der Kirche, gemessen an der überschaubaren Größe des Ortes Ankum.
Mit 79,3 m ist der Kirchturm des Artländer Doms der höchste Dorfkirchturm in Deutschland. Der häufig als höchster Dorfkirchturm betitelte Kirchturm von St. Ägidius im bayrischen Schildthurn ist hingegen nur 78 m groß.

## Bildergalerie

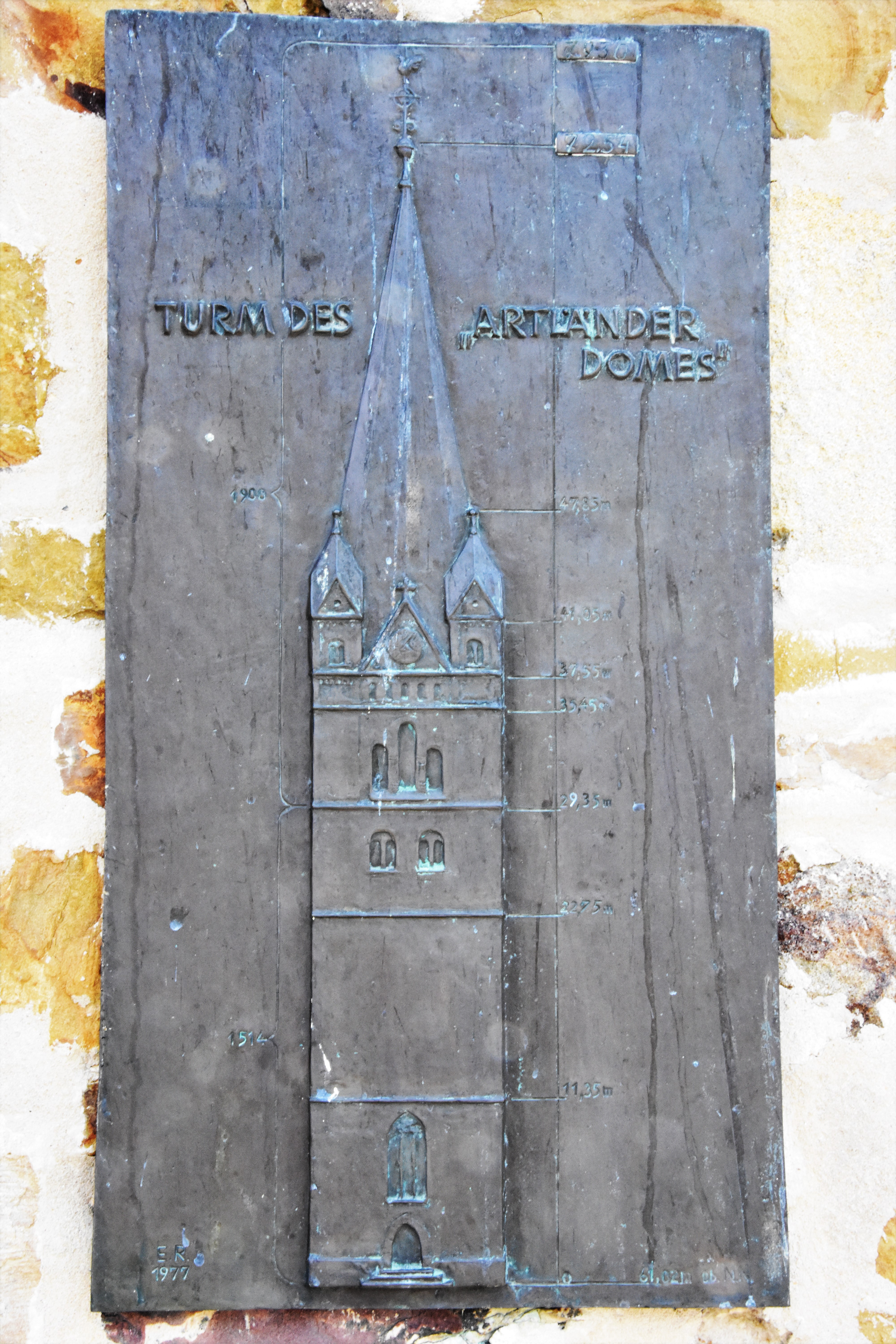
Plakette
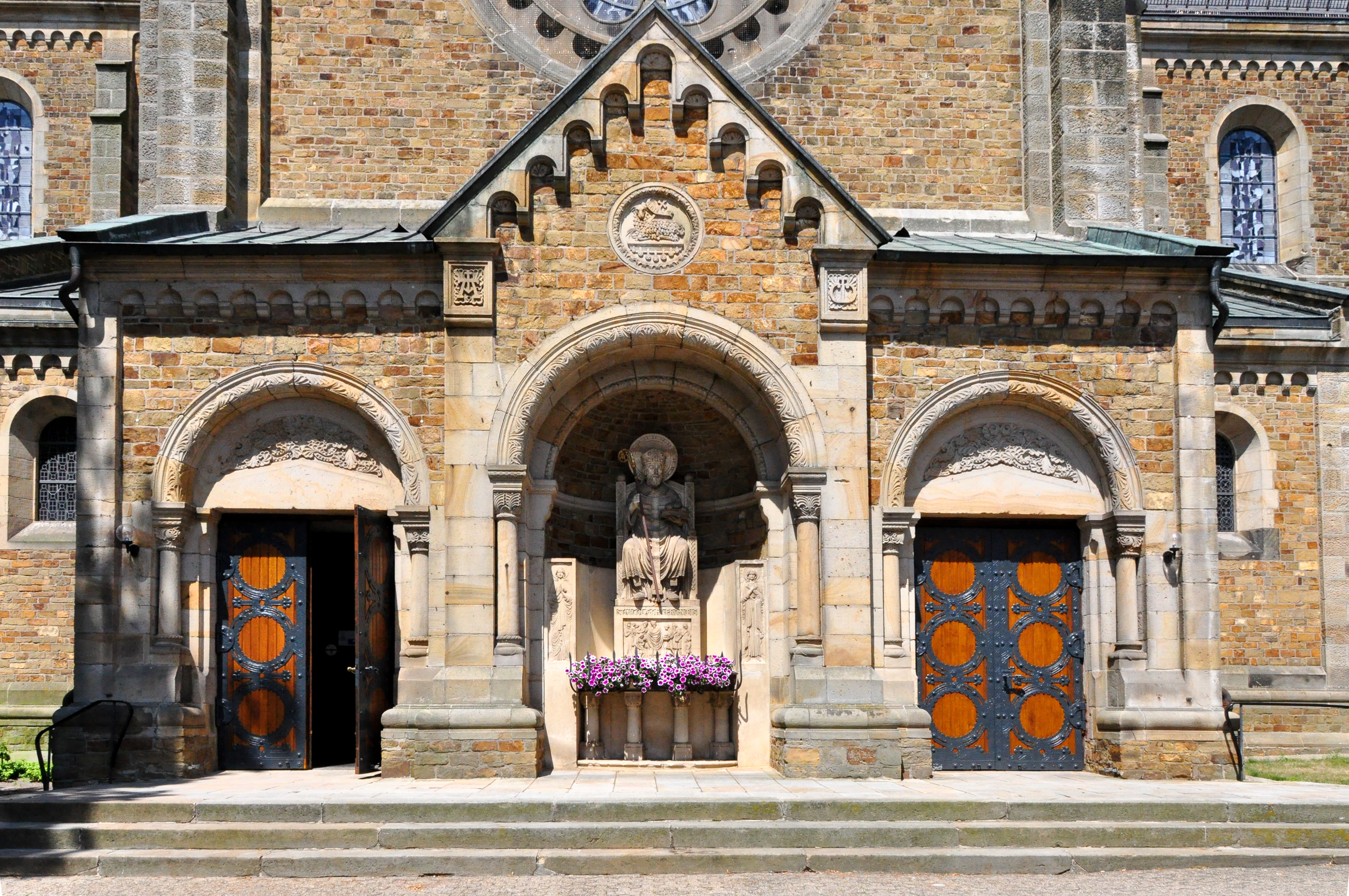
Haupteingang Süden
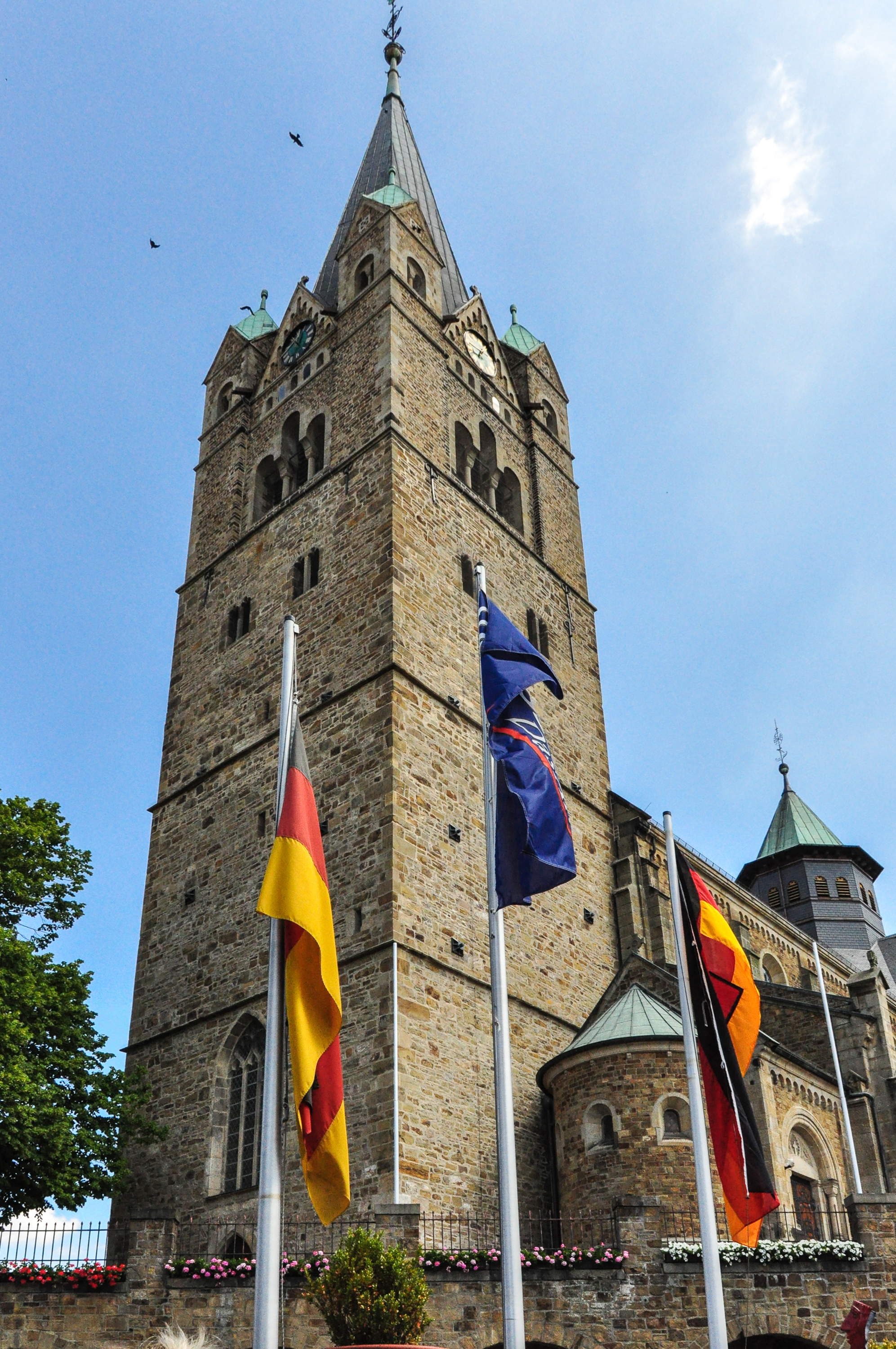
Kirchturm – 79,30 hoch
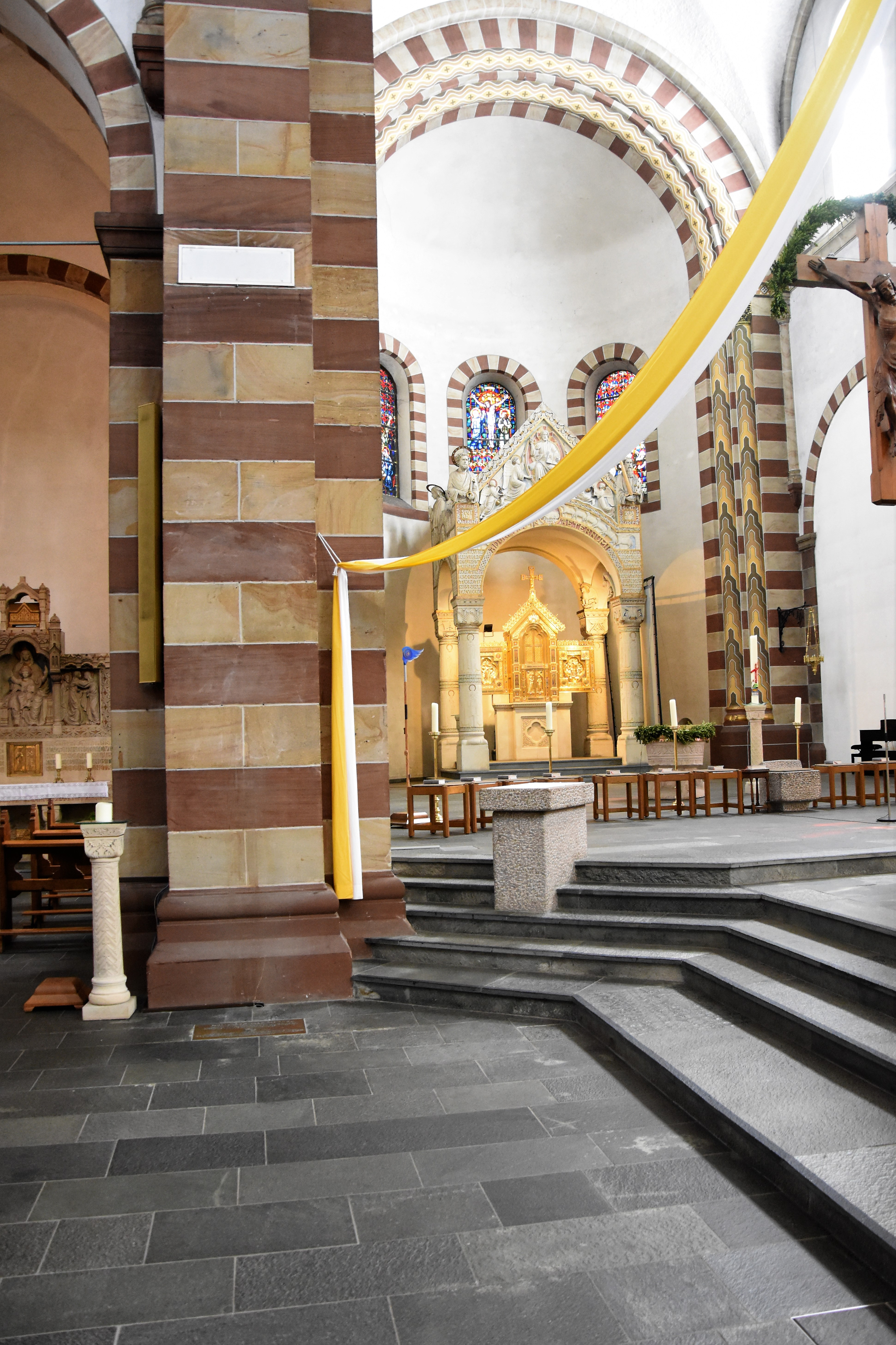
Plakette zum Gedenken an Pater August Benninghaus SJ im Artländer Dom. An dieser Stelle hielt er 1934 seine Predigt gegen den Nationalsozialismus.

## Belege
1. ↑  Namentlich in der Dotatio Altaris von 1169 des Bischofs von Osnabrück Philipp, abgedruckt bei: Justus Möser, Osnabrückische Geschichte. Mit Urkunden; 2. Von dem Ausgange des Carolingischen Stammes in Deutschland bis auf den Untergang des Großherzogthums Sachsen (Sämmtliche Werke; 6), 3. Auflage Berlin, Stettin 1819 (2. Auflage 1780, 1. Auflage 1768), S. 300 f. (LXIII).
2. ↑  In Umzeichnung wiedergegeben bei Arnold Nöldeke, Die Kunstdenkmäler der Provinz Hannover; IV. Regierungsbezirk Osnabrück; 3. Die Kreise Wittlage und Bersenbrück, Hannover 1915, S. 66.
3. ↑  »Im Jahre 1514 ist dieser Turm angelegt um Jesu willen; dies Fenster haben gemacht Albert Schipper und Gerlich Stenmann. Bittet für alle Christen«, nach: Hermann Hartmann, Anckum. Einige Skizzen über Alterthümer und geschichtliche Entwickelungen des Kirchspiels Anckum, in: Mittheilungen des historischen Vereins zu Osnabrück 9 (1870), S. 280–355, 294.
4. ↑  Informationen zur Orgel von St. Nikolaus
5. ↑  Deutschlands höchster Dorfkirchturm steht in Ankum. In: noz.de. Neue Osnabrücker Zeitung, 14. Mai 2014, abgerufen am 26. September 2022.